# Campeonato manomanista 1987
La XLII edición del Campeonato manomanista, máxima competición de pelota vasca en la variante de pelota mano profesional de primera categoría, se disputó en el año 1987, organizada por la Federación Española de Pelota Vasca.
En esta ocasión se inscribieron 6 pelotaris. El vigente campeón Retegi II, que repetiría título precisamente ante el mismo aspirante Joxean Tolosa. Este último se deshizo en semifinales del mismo rival del año anterior Galarza III. En las rondas previas también participaron los navarros Arretxe y Errandonea.

## Pelotaris
| - Pelotaris: - Retegi II - Joxean Tolosa - Galarza III - Arretxe - Errandonea |

## 1ª ronda
| Frontón | Rojo       | Azul    | Tanteo |
| ------- | ---------- | ------- | ------ |
|         | Errandonea | Arretxe | 22-¿?  |

## 2ª ronda
| Frontón | Rojo | Azul       | Tanteo |
| ------- | ---- | ---------- | ------ |
|         | ¿?   | Errandonea | 22-¿?  |

## Cuartos
| Frontón | Rojo        | Azul | Tanteo |
| ------- | ----------- | ---- | ------ |
|         | Galarza III | ¿?   | 22-¿?  |

## Semifinal
| Frontón | Rojo   | Azul        | Tanteo |
| ------- | ------ | ----------- | ------ |
|         | Tolosa | Galarza III | 22-¿?  |

## Final
| Frontón y localidad   | Rojo      | Azul   | Tanteo |
| --------------------- | --------- | ------ | ------ |
| Anoeta, San Sebastián | Retegi II | Tolosa | 22-16  |